# Stożkówka bladawa
Stożkówka bladawa (Conocybe subpallida Enderle) – gatunek grzybów z rodziny gnojankowatych (Bolbitiaceae).

## Systematyka i nazewnictwo
Pozycja w klasyfikacji według Index Fungorum: Conocybe, Bolbitiaceae, Agaricales, Agaricomycetidae, Agaricomycetes, Agaricomycotina, Basidiomycota, Fungi.
Po raz pierwszy opisał go w 1991 r. Manfred Enderle na pastwisku w Niemczech. Synonimy:
- Conocybe mesospora var. subalpina Singer 1989
- Conocybe subalpina (Singer) Singer & Hauskn. 1992
- Conocybe subpallida var. subalpina (Singer) Arnolds 2003

## Morfologia
Kapelusz
O średnicy 10–30 mm, początkowo półkulisty, dzwonkowato-stożkowaty lub stożkowo-wypukły, później wypukły do płasko-wypukłego lub płasko-stożkowatego. Jest higrofaniczny, nieprążkowany lub bardzo lekko prążkowany, gładki lub lekko promieniście pomarszczony, w stanie świeżym bladożółty, jasno brązowopomarańczowy, ochrowy lub jasnożółty, w środku ciemniejszy, ochrowobrązowy, jasnobrązowy lub ciemnobrązowy, czasami z lekkim oliwkowym odcieniem, po wyschnięciu bladoochrowy lub blado szarobrązowy.
Blaszki
Wąsko przyrośnięte do prawie wolnych, średnio gęste (L = 23–28, l = 3–7), brzuchate, o szerokości do 3 mm, początkowo jasnopomarańczowe, później jasnordzawobrązowe. Krawędzie bledsze, drobno kłaczkowate.
Trzon
Wysokość 50–85 mm, grubość 1,5–2,5 mm, cylindryczny z bulwiastą podstawą o szerokości do 6 mm, pusty. Powierzchnia wzdłużnie oprószono-prążkowano, początkowo biaława do bladożółtawej, później brązowożółta do jasno miodowobrązowej, u podstawy ciemniejsza do gliniastobrązowej.
Miąższ
W kapeluszu o szerokości do 1,5 mm, białawy z żółtawym odcieniem, w trzonie jasnobrązowy, u podstawy do ciemno gliniastobrązowego, bez wyraźnego zapachu i smaku.
Wysyp zarodników
Jasnobrązowy do rdzawego.
Cechy mikroskopowe
Zarodniki 9,5–13,2 × 6,5–8 × 6–6,7 μm, Qe = 1, 59, dość wyraźnie soczewkowate, w widoku z przodu jajowate do elipsoidalno-jajowatych, w profilu wąskoelipsoidalne, z centralną porą rostkową o szerokości do 1,5 μm, grubościenne, w wodzie miodowobrązowe, w KOH czerwonobrązowe. Podstawki maczugowate, 4-zarodnikowe, 15–23 × 8–11,5 μm. Pleurocystyd brak. Cheilocystydy 15–14,5× 24 × 6–9,5 μm. Pileocystydy rozproszone, 22–26 × 6–10,3 μm, w kształcie kręgli, z szyjką o długości do 7,5 × 2,0 μm i główką o szerokości 3–4,5 μm. Kaulocystydy głównie w kształcie kręgli, 12–31 × 7–9,5 μm z szyjką do 4 × 2 μm i główką o szerokości 3,5–5 μm, w pobliżu wierzchołka trzonu z domieszką elementów o kształcie, maczugowatym (do 15,0 × 7,0 μm), wąsko butelkowatych i cylindrycznych 24–43 × 6–7 μm. Skórka kapelusza zbudowana z komórek o kształcie zbliżonym do kuli lub gruszkowatych, o szerokości 10–25 μm. Sprzążki obecne.

## Występowanie i siedlisko
Podano stanowiska w wielu miejscach w Europie. W Polsce do 2003 r. dwa stanowiska podał W. Wojewoda w Ojcowskim Parku Narodowym (w wąwozie Skałbania i w Bramie Krakowskiej). W późniejszych latach podano nowe, liczne stanowiska. W internetowym atlasie grzybów znajduje się na liście gatunków zagrożonych i wartych objęcia ochroną.
Grzyby saprotroficzne naziemne występujące na terenach trawiastych.